# LS머트리얼즈
LS머트리얼즈 주식회사(영어: LS Materials)는 LS그룹 계열의 슈퍼커패시터 제조 회사이다.

## 역사 및 현황
2021년 1월 1일에 LS엠트론의 울트라커패시터 사업부문이 물적분할 후 설립되었으며 신재생에너지, 스마트팩토리내 AGV용 및 전기차 분야에 활용되는 에너지 저장장치인 중,대형 울트라커패시터(Ultra Capacitor) 생산 및 판매를 주요 사업으로 영위하고 있다.